# Riccardo Caracciolo
Pour les articles homonymes, voir Caracciolo.
Riccardo Caracciolo (né à Naples en ? - mort dans la même ville en 1395) est le 33e grand maître des Hospitaliers de l'ordre de Saint-Jean de Jérusalem, même s'il est resté, à Rome, loin de son ordre alors à Rhodes. Il est souvent qualifié d'anti-grand maître.